# Medalha por Distinção na Guarda da Fronteira Estatal da URSS
A Medalha "Por Distinção na Guarda da Fronteira Estatal da URSS" (em russo: Медаль «За отличие в охране государственной границы СССР»; romaniz.: Medal «Za otlichie v okhrane gosudarstvennoy granitsy SSSR») foi uma condecoração estatal da União Soviética, instituída por decreto do Presidium do Soviete Supremo da URSS em 13 de julho de 1950.
Foi estabelecida para reconhecer feitos notáveis relacionados à segurança das fronteiras do Estado por membros das tropas de fronteira, militares e civis. Seu design foi criado pelo artista P. M. Veremenko.

## Estatuto
A Medalha "Por Distinção na Guarda da Fronteira Estatal da URSS" era concedida a militares das tropas de fronteira do MGB, MVD e KGB da URSS, bem como a civis, por méritos como:
- bravura e dedicação durante confrontos ao deter violadores da fronteira;
- liderança eficaz em combates para proteger a integridade das fronteiras;
- vigilância e ações decisivas que resultaram na captura de invasores;
- organização exemplar do serviço de fronteira;
- conduta impecável na defesa da fronteira;
- apoio ativo às tropas fronteiriças.

Era usada no lado esquerdo do peito, após a Medalha ao Partisan da Guerra Patriótica de 2ª classe, caso houvesse outras condecorações.
Em 1966, seu design foi alterado; o estatuto foi atualizado em 1977 e 1980.
Permitia múltiplas concessões. Até 1 de janeiro de 1995, foram cerca de 67.520 condecorações.
Após o fim da URSS, foi restabelecida como medalha da Federação Russa.

## Descrição

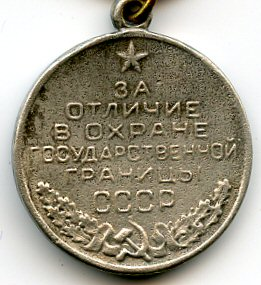
Reverso da medalha

A Medalha "Por Distinção na Guarda da Fronteira Estatal da URSS" era originalmente feita de prata até 1966. Posteriormente, passou a ser produzida em cuproníquel banhado a prata e, mais tarde, em liga de cobre e níquel. A medalha tem formato circular com 32 mm de diâmetro.
No anverso, há a figura de um soldado armado com uma metralhadora PPSh, em guarda junto a um marco de fronteira, com montanhas ao fundo.
No reverso, aparece a inscrição em relevo: "Por distinção na guarda da fronteira estatal da URSS" (em russo: «За отличие в охране государственной границы СССР»; "Za otlichie v okhrane gosudarstvennoy granitsy SSSR"). A parte inferior exibe ramos de carvalho entrelaçados por uma fita, enquanto a superior tem uma estrela em relevo de cinco pontas, e a inferior, a foice e martelo.
Ambos os lados são contornados por uma borda em relevo. A medalha é presa a uma base pentagonal revestida com fita de seda moiré verde, com listras vermelhas de 3 mm nas bordas, totalizando 24 mm de largura.